# NGC 3183
NGC 3183 je prečkasta spiralna galaktika u zviježđu Zmaju.

## Vanjske poveznice
- SEDS: NGC 3183
- (eng.) Revidirani Novi opći katalog
- (eng.) Izvangalaktička baza podataka NASA-e i IPAC-a
- (eng.) Astronomska baza podataka SIMBAD
- (eng.) VizieR